# Agapostemon angelicus
Agapostemon angelicus là một loài Hymenoptera trong họ Halictidae. Loài này được Cockerell mô tả khoa học năm 1924.

## Hình ảnh

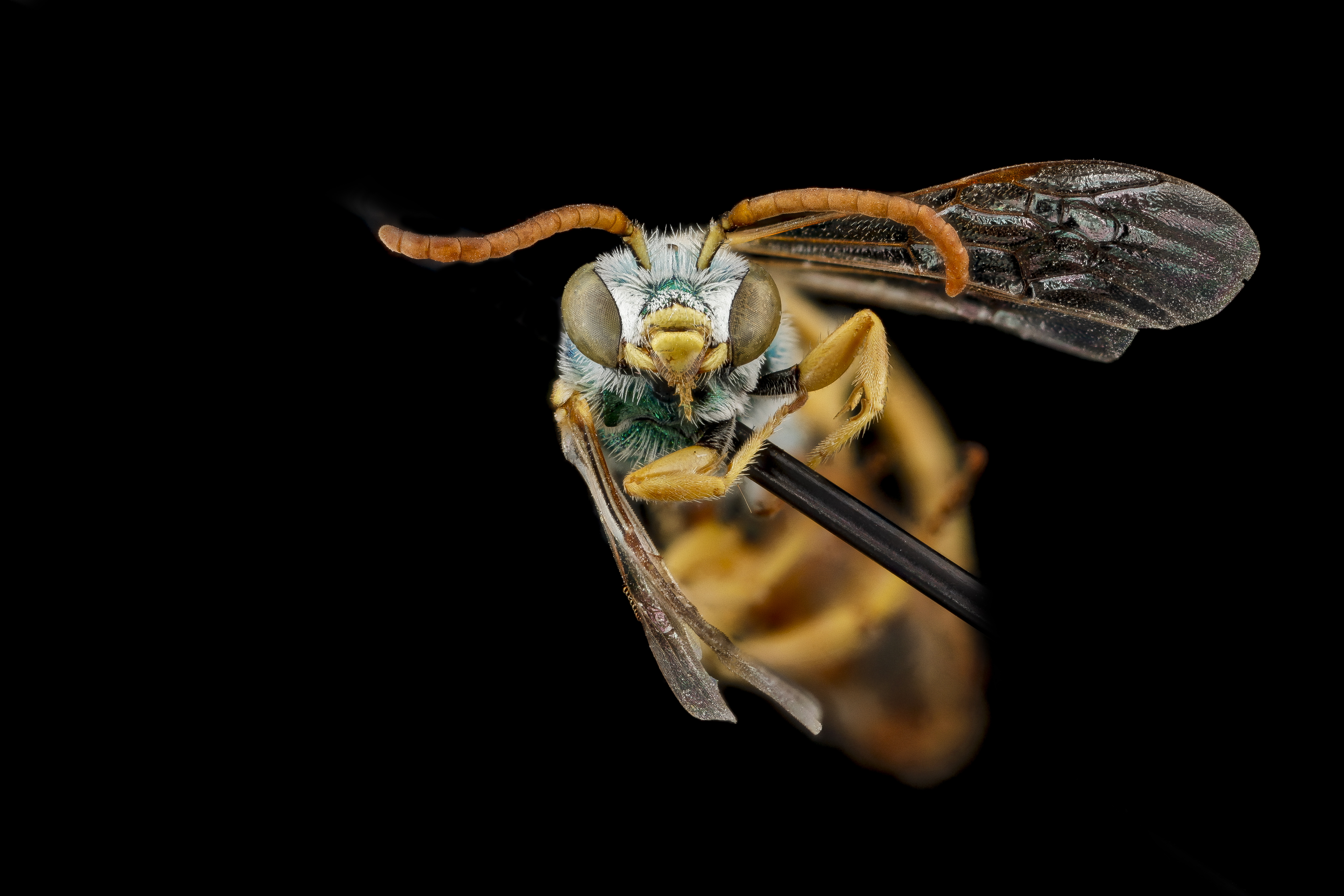
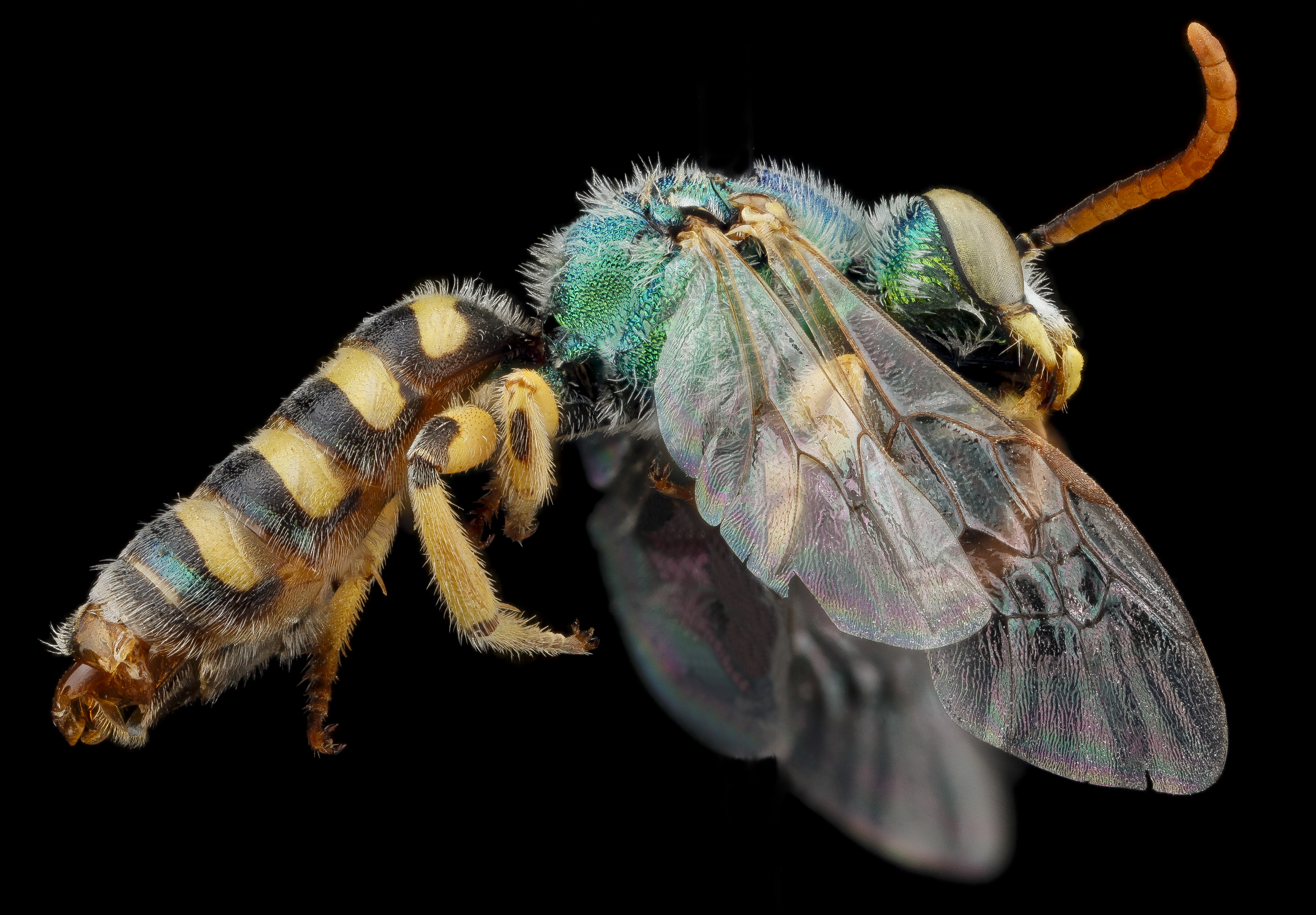